# 蹶由
蹶由（？—？），姬姓，春秋时期吴国的公子，寿梦的儿子，余祭的弟弟。
前537年，楚灵王率军伐吴，余祭派蹶由出使楚营，楚灵王想杀他祭鼓。蹶由说吴军占卜吉利，自己出使就是试探楚王的，楚王厚待他，吴军懈怠，就有灭亡的危险。自己被杀，吴军就知道如何戒备了。楚灵王没有杀死蹶由，楚国大败。楚灵王带蹶由回国。前523年，令尹子瑕劝说楚平王放回蹶由。